# ENOLA (映画)
『ENOLA』（エノーラ）は、2015年3月28日から公開された日本映画。上映時間83分

## 概要
- 『ローン・チャレンジャー』『岸部町奇談』の林一嘉監督と金城学院大学国際情報学部の後藤ゼミの学生が共同制作したインディペンデント映画。
- 愛知県の現役武将隊と元武将隊の面々がメインキャストで出演。
- 林一嘉監督が撮影から俳優など一人何役もこなしたアクション、サスペンス作品となっている。
- 撮影は愛知県瀬戸市と名古屋市を中心に行なわれた。

## キャスト
- コウセ：元井康平
- アズマ：里中ユウスケ
- 天野：石上亮
- 健太：阿知波良祐
- 平良：林一嘉
- ハヅキ：広瀬咲花
- ルリ：平井亜矢子
- 大砲：山田崇夫
- 正先生：鈴木ただし
- 健太の父：多田木亮佑
- アナウンサー：高井友里

## スタッフ
- 企画：石上亮
- プロデューサー：後藤昌人
- 監督・脚本・撮影・編集・アクション・ヴィジュアルデザイン：林一嘉
- 音楽：古橋崇
- 特殊造形：神戸保
- 製作：ENOLA 製作委員会
- 制作：金城学院大学 後藤ゼミ、DryGinger